# 蒂基薩特
蒂基薩特是危地馬拉的城鎮，由埃斯昆特拉省負責管轄，位於該國南部，距離首都危地馬拉市145公里，始建於1947年3月5日，面積338平方公里，海拔高度63米，每年平均降雨量2,724毫米，2002年人口44,983。
14°17′N 91°22′W / 14.283°N 91.367°W